# 暗戀橘生淮南 (電視劇)
《暗戀橘生淮南》（英語：Unrequited Love），2021年中國偶像劇，改編自八月長安同名小說，由李木戈執導，胡一天、胡冰卿、張逸杰、劉美含主演。與《遇见最好的我们》及《你好，旧时光》合稱為“振華三部曲”。該劇於2018年12月5日開機，2019年3月19日全組殺青。2021年1月20日於中國大陸騰訊視頻、芒果TV，及台灣WeTV播出。

## 播放平台
| 頻道            | 所在地   | 播映日期      | 播出時間                                                                        |
| 腾讯视频 芒果TV | 中国大陆 | 2021年1月20日 | 每周二至四20點更新兩集，會員搶先看六集 2月5日起每周五10點，會員尊享超前點播六集 |
| WeTV            | 臺灣     | 2021年1月20日 | 每周二至四20點更新兩集，會員搶先看六集 2月5日起每周五10點，會員尊享超前點播六集 |
| 人間衛視        | 臺灣     | 2022年4月4日  | 每周一至周五22點                                                                |
| 八度空间        | 马来西亚 | 2022年8月8日  | 周一至周五 18:00 - 18:58                                                        |

## 劇情簡介
洛枳与盛淮南儿时曾在婚礼上见过并一起玩耍，因家庭变故，洛枳努力读书，高中时与盛淮南同校却并不熟悉，后来二人一同考入大学，因缘际会一起在红叶谷游玩，并在共同家教中不断相知相熟。后来，受到叶展颜、丁水婧等人的干预以及两人家庭之间的纠纷，使得洛枳与盛淮南经历了种种误会，最后二人在携手创业中坚定了彼此，并克服难关勇敢地走到一起。

## 演員列表

### 主要演員
| 演員   | 角色   | 介紹 | 配音 |
| 胡一天 | 盛淮南 | 盛淮南愛洛枳，全世界都知道 “世界上總有那麼一種人，對於庸庸碌碌的普通人來說，他們的存在簡直是一種諷刺”－－是洛枳對於他的評價。自高中起就是校園風雲人物，是個陽光大男孩，擁有俊秀的臉龐和優異成績，高中時是理科班年級第一，完美的他也因此而桃花不斷。有决断力且洞察力強，能轻易看穿身边同学的心计和虚荣心，以及女生对他的爱慕之情。他的笑容總是意味深長，也會用圓滑的語言給女孩子留面子，然而這份“體貼”卻為他帶來不少誤會，宿友賦予暱稱“老盛”。 |      |
| 胡冰卿 | 洛枳   | 洛枳愛盛淮南，誰也不知道 個性淡然且隨性，聰明伶俐，高中時是文科班年級第一。有著略為蒼白的皮膚，尖尖的下頜，以及戴上了隱形眼鏡之後，不再被鏡片埋沒的美麗眼睛。有著寫日記的習慣，高中時寫過一本很厚的日記，日記裡只有一個內容，只有一個人，“暗戀”似乎已成了她的日常，然而她卻希望這份喜歡不被對方知曉。她愛得那麼卑微，那麼細緻，又那麼驕傲，但她的心魔成長得如此迅猛，再也無法簡單地收復得了。                                                 |      |
| 张逸杰 | 張明瑞 | 盛淮南的大學室友兼好友，在宿舍排行最小而暱稱“老六”。是個很可愛的男生，有乾淨的側臉，單純且沒有心機，笑起來很溫暖。曾經有女孩子接近他並和他成為好朋友是因為盛淮南，從此讓他覺得每個和他互動的女生都喜歡盛淮南，雖然有這樣不愉快的過往，但他卻選擇維持他和盛淮南之間的好哥們關係。身為盛淮南和洛枳好友的他，時常夾在兩人中間，固然也成了他們之間的“最佳助攻”。                                                                                  |      |
| 刘美含 | 江百麗 | 洛枳的大學室友兼好友、戈壁的前女朋友。她有很多“女人準則”，比如在感情失意時只能哭十分鐘，十分鐘這種小規矩只是其中之一，儘管這些從來沒有實施過；塔羅牌是她的興趣，從高中開始就養成了“每月一算”的習慣，它們和女人準則一起指導著江百麗的人生。和戈壁時常吵架也分分合合，自知兩人並不適合，他也有那個始終放不下的“她”，可每次談分手時雖然灑脫，對方挽回卻終究還是心軟。                                                                            |      |

### 其他演員
| 演員   | 角色   | 介紹 | 配音 |
| 邓凯   | 戈壁   | 江百麗的前男朋友，大學團委社團聯的部長。是個非常英俊的男生，細長的眼睛，英挺的鼻子，兩片薄唇，精緻但又不流於女氣。因此時常招惹爛桃花，但皆會被百麗給“處理”掉，他倆也是曾經匿名榮登學校BBS熱門貼第三名的一對極品情侶。表面上的他雖愛拈花惹草，但他卻有個放不下的女生－－陳墨涵，他倆與百麗之間的三角關係就這樣從高中一直持續到了大學。                                                              |      |
| 刘碧渠 | 陳墨涵 | 副市長千金，戈壁的青梅竹馬，江百麗高中時期的好朋友。成績優越，性格孤傲，擅長拉大提琴，和百麗是高中的同桌，百麗認為她是出生以來見過最美麗的女子，有一頭豐厚的波浪長髮，以及雪一樣白的皮膚。戈壁從小學四年級追她到高一，卻始終都沒有接受，這件事也成了當年五中的“未解之謎”，直到高二的一場“誤會”讓她和戈壁及百麗撕破臉，這場誤會也促進了戈壁和百麗的感情。                                           |      |
| 刘佳   | 葉展顏 | 洛枳的高中同學，盛淮南的前女友。是校園人氣知名美女，人緣極好，雖是美女但講話相當直接。表面上總是笑容滿面，讓人有不自覺的親近感；事實上卻是個善於耍小聰明的女生，但本質並不壞。與盛淮南上大學後因相隔兩地而分手，雖分手卻依然保持聯絡，因此成為了盛淮南漸漸走向洛枳途中的絆腳石。 |      |
| 蒲萄   | 丁水婧 | 與洛枳是高中同班同學，也是洛枳在班裡少有的幾個熟絡之人。她人緣極好，從來八面玲瓏，每天泡在小說雜誌中，卻只要稍稍努力就能考進全班前十。在著名大學國際政治學院唸到大一下的時候，她突然決定退學重新參加高考，且是美術類特長生，也因此震驚所有親朋好友。從大學開始總會寫信給洛枳，縱然很少收到回信，卻還是保持聯絡。和洛枳的表哥洛陽是大學師兄妹，在與其相處過程中喜歡上對方，卻因愛而不得心生報復心。 |      |
| 袁成杰 | 顧止燁 | 陳墨涵的舅舅 |      |
| 娜吉玛 | 許日清 | 張明瑞曾經的單戀對象，喜歡盛淮南。大二時為了認識盛淮南而去接近張明瑞，明瑞心裡雖知曉一切卻看破不說破，三人也因此一度成為很要好的朋友。她曾經深深地相信盛淮南也是喜歡她的，殊不知那些種種只是因為明瑞喜歡她。直到她對明瑞坦承一切後，他們的關係才土崩瓦解，即便事過境遷心裡仍放不下盛淮南，而後明瑞也在洛枳身上看到了當年他們的影子。和洛枳是朋友。                                                 |      |
| 张艺   | 鄭文瑞 | 與洛枳是同一所高中和大學的女同學。在高三那年因為穿著短袖T恤及七分褲還有涼鞋出來做課間操，讓所有振華高中學生都記住了她。暗戀盛淮南多年，為了接近他而努力學習考進了全班前五名，然而向他告白多次皆遭拒，每每想放棄卻又未果。 |      |
| 刘一熤 | 雷天   | 盛淮南的大學室友，因宿舍排行最大而暱稱“老大”。 |      |
| 翟潇闻 | 徐志安 | 盛淮南的大學室友，因宿舍排行第四而暱稱“老四”。 |      |
| 林静   | 盛母   | 盛淮南的母親 |      |

## 電視劇歌曲
| 曲序 | 曲目                       |              | 作曲   | 演唱                                       |
| ---- | -------------------------- | ------------ | ------ | ------------------------------------------ |
| 1.   | 《漫长的告白》（片头曲）   | 段思思       | 谭旋   | 双笙                                       |
| 2.   | 《无人知晓的梦》（片尾曲） | 段思思       | 谭旋   | 胡夏                                       |
| 3.   | 《麦琪的礼物》（插曲）     | 刘畅         | 李香馨 | 胡冰卿                                     |
| 4.   | 《冰糖》（插曲）           | 刘畅         | 单喻龙 | 刘彬濠、蒋申                               |
| 5.   | 《善感之年》（插曲）       | 段思思       | 单喻龙 | 杨昊铭、罗杰、丁立、吴卓凡、徐艺洋、陈乐一 |
| 6.   | 《我走之前》（插曲）       | 孙秋玉、姜屹 | 陈晨   | 魏新人                                     |

## 外部連結
- 暗戀橘生淮南的新浪微博
- 豆瓣电影上《暗戀橘生淮南》的資料 （简体中文）

## 电视节目的变迁
| 马来西亚 八度空间 优6剧场 星期一至五 18:00 - 18:58 | 马来西亚 八度空间 优6剧场 星期一至五 18:00 - 18:58 | 马来西亚 八度空间 优6剧场 星期一至五 18:00 - 18:58 |
| -------------------------------------------------- | -------------------------------------------------- | -------------------------------------------------- |
|                                                    | 暗恋橘生淮南 (2022年8月8日-2022年9月28日)          |                                                    |
| 完美伴侣 （2022年6月13日—2022年8月5日）            | 步步惊心 (2022年9月29日-2022年11月16日)            |                                                    |